# واچه
واچه (اسلوونیایی: Vače) یک زیستگاه انسانی در اسلوونی است که در Lower Styria واقع شده‌است.

## خصوصیات
واچه ۱٫۷۵ کیلومترمربع مساحت و ۳۱۲ نفر جمعیت دارد و ۵۲۱٫۳ متر بالاتر از سطح دریا واقع شده‌است.

## نگارخانه

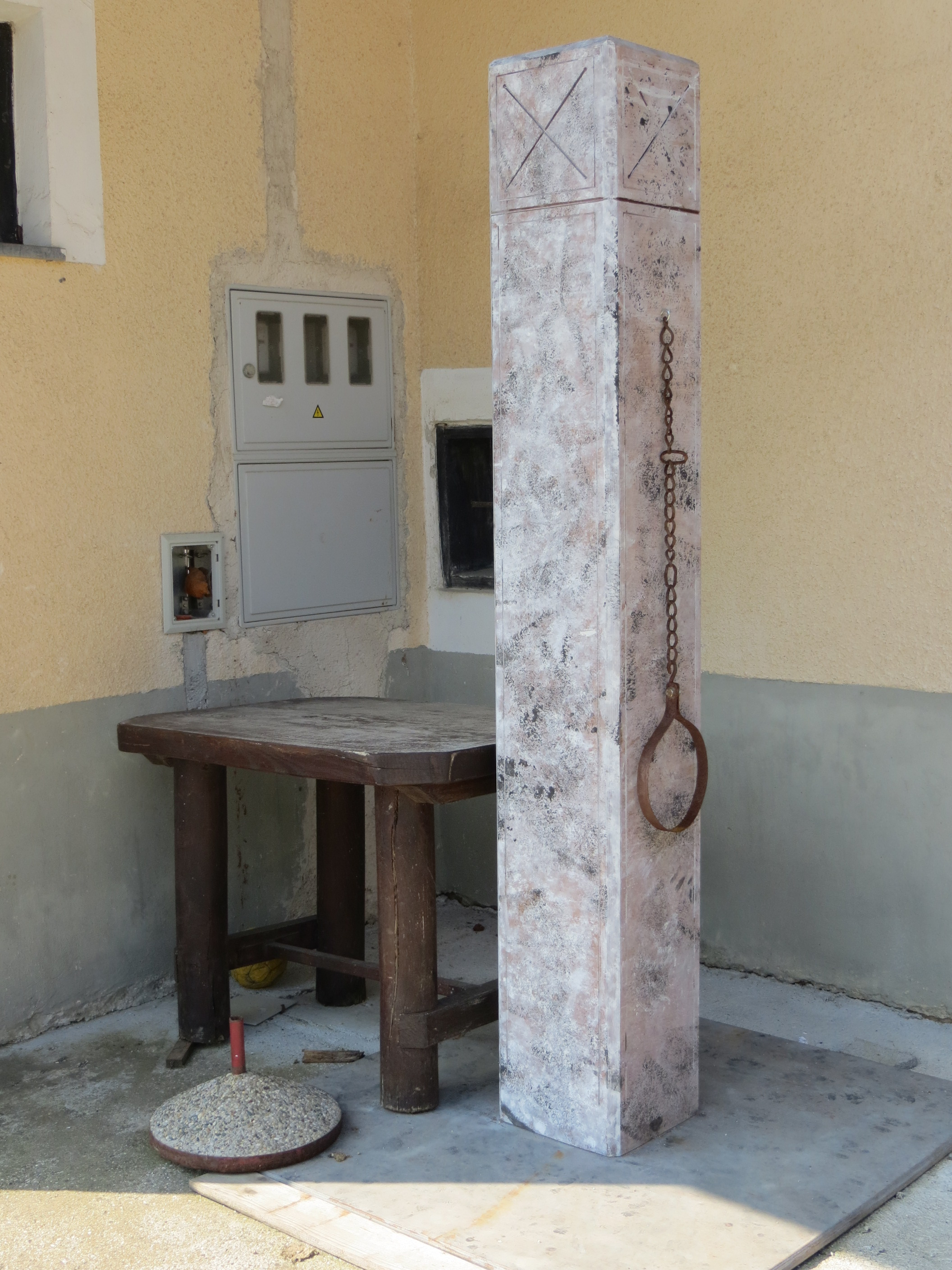
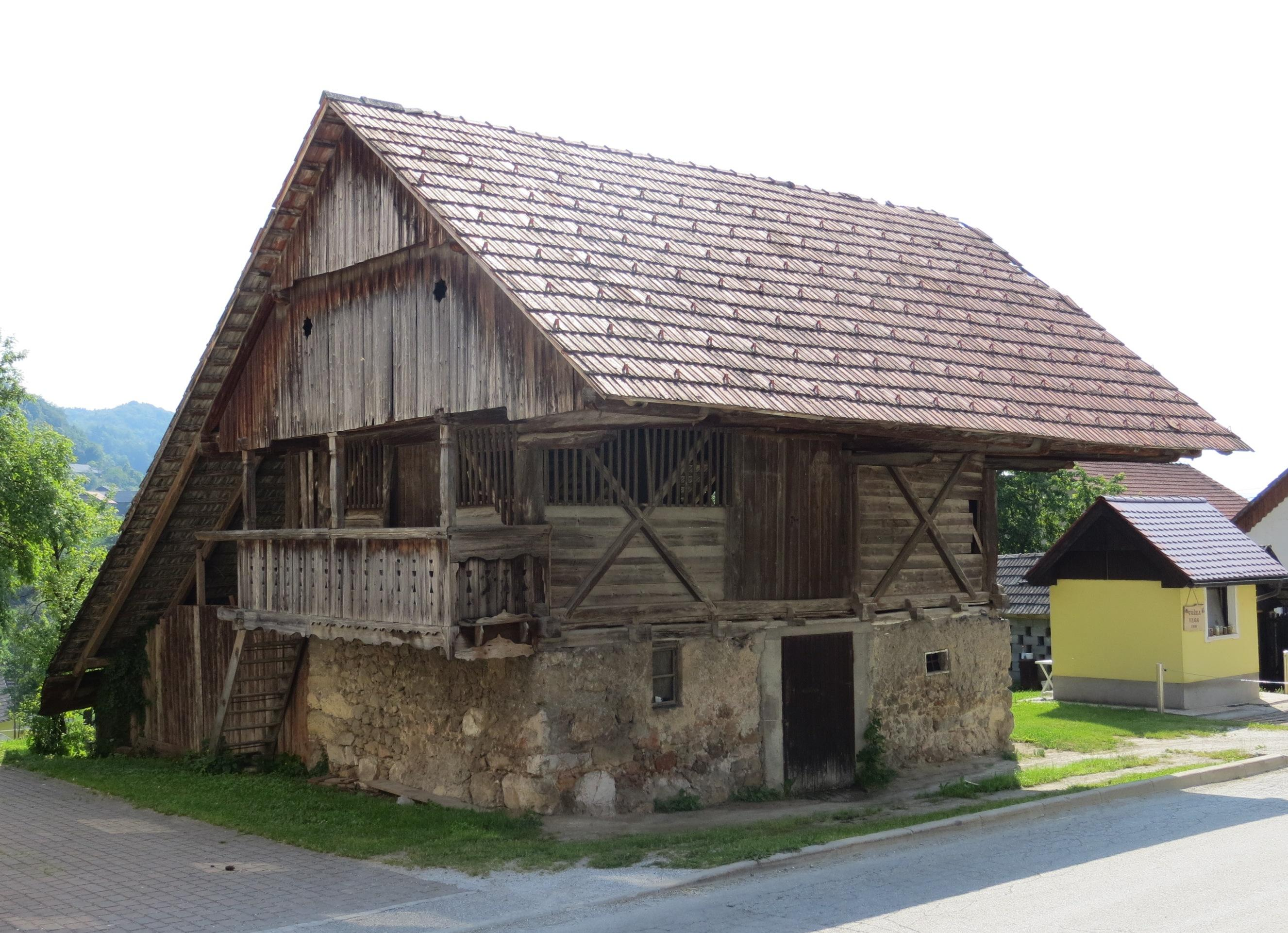